# Shadiya Alimatou Assouman
Shadiya Alimatou Assouman est une femme politique béninoise originaire de Djougou (Donga). Elle est ministre de l'Industrie et du Commerce depuis septembre 2019 dans le gouvernement de Patrice Talon.